# 橘芳慧
橘 芳慧（たちばな よしえ、1941年8月6日 - ）は、日本舞踊家、振付家である。東京都浅草出身。本名は篠崎 良子（しのざき よしこ）。亡夫はTBSプロデューサーの篠崎敏男（ブロードキャスター、噂の東京マガジン、TBS開局40周年記念　日本海大紀行、等）

## 来歴
日本舞踊橘流初代宗家の橘抱舟（ほうしゅう）とその妻・橘裕代（ひろよ、後の2代目宗家）の間に生まれ、幼年より浅草の花柳界で父の弟子達の稽古を見て育つ。6歳のとき新橋見番にて初舞台「手習子」を踊る。
1964年、自分が振付したものを踊りたいと思い「橘芳慧の会」を主催し、1979年、橘流3代目家元を襲名し、八丁堀の舞台で継承式を行う。
橘流には、故加東大介、中村メイコ等が弟子に名を連ねる。
2011年、くも膜下出血で2か月入院し、翌年「宝船」で舞台復帰する。

## 人物
穏やかな母とは違い、本人はチャキチャキした活発な性格であるという。現在、特別な装飾・衣装を極力排除した素踊りで身体だけの日本舞踊の表現を極めていきたいと語っている。

## 所作指導
1999年、NHKの連続テレビ小説『すずらん』で、初めて所作指導として製作スタッフに当たる。以降、大河ドラマ『武蔵 MUSASHI』、『功名が辻』、『天地人』、『八重の桜』、『真田丸』、『おんな城主 直虎』、『いだてん』、『坂の上の雲』、『青天を衝け』、『鎌倉殿の13人』等で舞踊・所作指導を行う。

## 受賞歴
- 1972年 - 芸術選奨文部大臣新人賞
- 1989年 - 花柳壽応賞新人賞
- 1996年 - 舞踊批評家協会優秀賞
- 1998年 - 文化庁芸術祭大賞
- 2005年 - 松尾芸能賞優秀賞
- 2006年 - 東京新聞舞踊芸術賞・芸術選奨文部科学大臣賞
- 2007年 - 紫綬褒章
- 2013年 - 旭日小綬章[1]